# 하제테페 SK
하제테페 SK(Hacettepe SK)는 튀르키예의 수도 앙카라를 연고로 하는 축구 클럽이다. 이 팀은 2001년에 창단되었다.

## 선수 명단

### 역대
틀:아마추어 1부 리그